# أول بيرغ
أول بيرغ (بالنرويجية البوكمول: Ole Berg)‏ هو ضابط نرويجي، ولد في 7 أكتوبر 1890 في ليفانغر في النرويج، وتوفي في 23 سبتمبر 1968 في أوسلو في النرويج.